# Jarosław Marycz
Jarosław Marycz, né le 17 avril 1987 à Koszalin, est un coureur cycliste polonais.

## Biographie

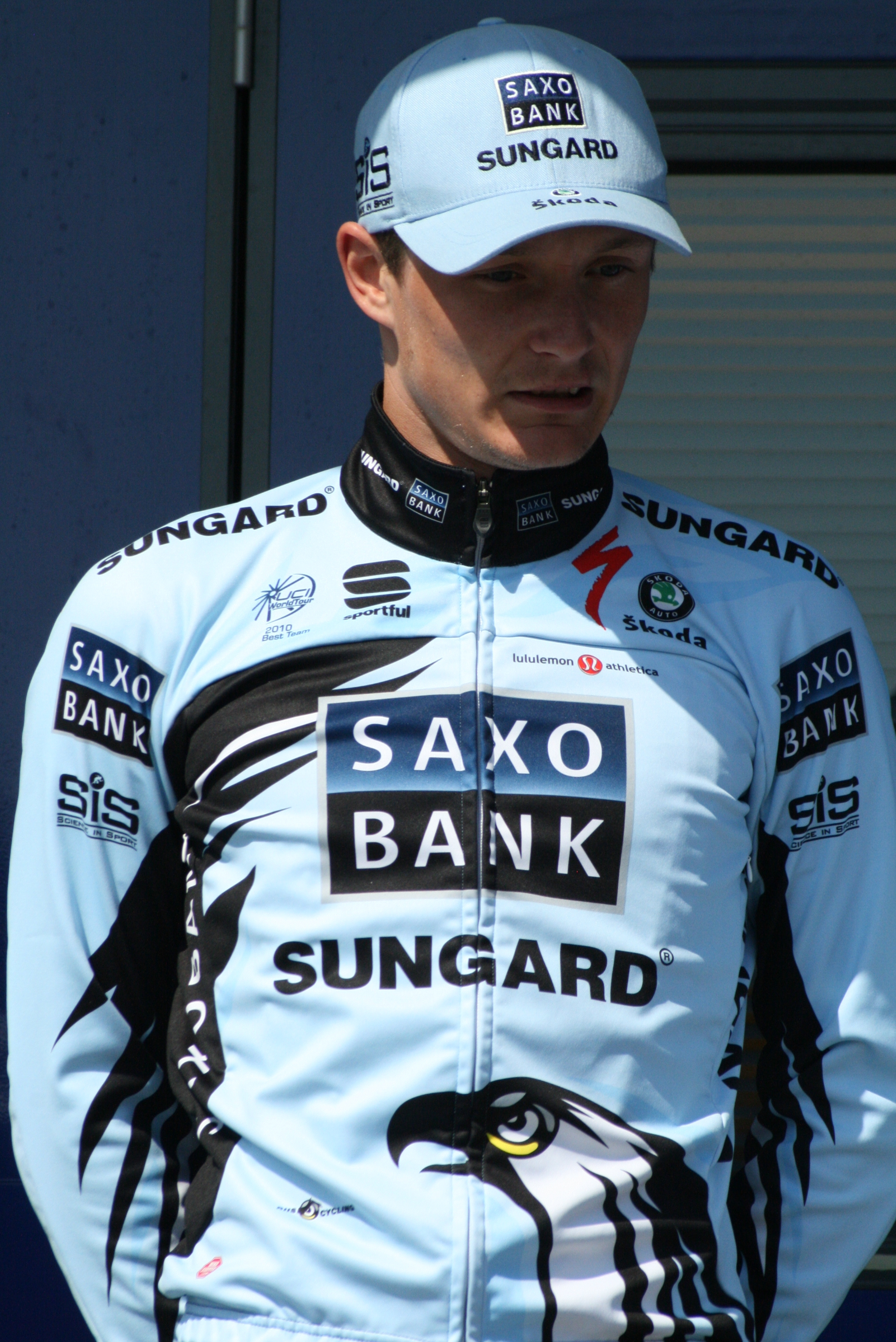
Jarosław Marycz lors des Quatre Jours de Dunkerque 2011.

Double champion de Pologne du contre-la-montre chez les espoirs, Jarosław Marycz se distingue surtout au niveau international lors de sa deuxième année dans cette classe d'âge, en remportant notamment le Tour de Berne et le Trofeo Alcide Degasperi. Ces résultats lui permettent d'effectuer en fin de saison 2008 un stage au sein de l'équipe Tinkoff Credit Systems, qui ne le retient pas pour la saison suivante. Après une dernière saison amateurs en 2009, au cours de laquelle il remporte une étape du Tour de Slovaquie contre-la-montre, ainsi que la médaille d'argent au championnat d'Europe sur route espoirs derrière Kris Boeckmans, il devient professionnel en 2010 au sein de l'équipe ProTour Team Saxo Bank.
En 2013, il signe dans l'équipe polonaise CCC Polsat Polkowice où ses meilleurs résultats sont une 5e place aux championnats de Pologne du contre-la-montre et lors du contre-la-montre du Tour d'Estonie.

## Palmarès et classements mondiaux

### Palmarès
- 2005
  - 2e étape du Giro della Lunigiana
  - 2e du Giro della Lunigiana
- 2007
  - 4e étape du Tour du Loir-et-Cher
  - Trophée Maria Rovelli
  - 3e de la Coppa Città di Asti
- 2008
  -  Champion de Pologne du contre-la-montre espoirs
  - Tour de Berne
  - Tour de Berne espoirs
  - Trofeo Alcide Degasperi
  - Gran Premio Inda
  - Trofeo Paolin Fornero
  - 3e de la Roue tourangelle
  - 3e de la Coppa della Pace
  - 3e du Grand Prix Cristal Energie
- 2009
  -  Champion de Pologne du contre-la-montre espoirs
  - Trofeo Lindo e Sano
  - Coppa Giuseppe Romita
  - 3e étape du Tour de Slovaquie (contre-la-montre)
  -  Médaillé d'argent au championnat d'Europe sur route espoirs
- 2010
  -  Champion de Pologne du contre-la-montre
- 2013
  - Wyścig Szlakiem Bursztynowym :
    - Classement général
    - 2e étape (contre-la-montre)

  - Prologue du Bałtyk-Karkonosze Tour
  - 2e du GP Dzierzoniowa
- 2014
  - Dookoła Mazowsza :
    - Classement général
    - 1re étape (contre-la-montre par équipes)
- 2015
  - 1reb étape de la Semaine internationale Coppi et Bartali (contre-la-montre par équipes)
- 2017
  - 2e étape du Dookoła Mazowsza
- 2018
  - 9e étape du Tour du lac Poyang
  - 3e du Tour du lac Poyang

### Résultats sur les grands tours

#### Tour d'Espagne
- 2011 : 149e

#### Tour d'Italie
- 2015 : abandon (12e étape)

### Classements mondiaux
| Année                  | 2006  | 2007 | 2008 | 2009 | 2010 | 2011 | 2012 | 2013 | 2014 |
| ---------------------- | ----- | ---- | ---- | ---- | ---- | ---- | ---- | ---- | ---- |
| Calendrier mondial UCI |       |      |      |      | 262e |      |      |      |      |
| UCI World Tour         |       |      |      |      |      | nc   | nc   |      |      |
| UCI Europe Tour        | 1248e | 401e | 61e  | 178e |      |      |      | 568e | 169e |